# Palicourea thyrsiflora
Palicourea thyrsiflora är en måreväxtart som först beskrevs av Hipólito Ruiz López och Pav., och fick sitt nu gällande namn av Dc.. Palicourea thyrsiflora ingår i släktet Palicourea och familjen måreväxter. Inga underarter finns listade i Catalogue of Life.